# روندا هوليس جيفرسون
روندا هوليس جيفرسون (بالإنجليزية: Rondae Hollis-Jefferson) مواليد 3 يناير 1992 في تشيستر، هو لاعب كرة سلة محترف أمريكي بدأ مسيرته الاحترافية في سنة 2015 حيث تم اختياره من قبل فريق بورتلاند ترايل بلايزرز خلال الدرافت، يلعب مع فريق بروكلين نتس في الرابطة الوطنية لكرة السلة ويحمل الرقم 24. يبلغ طوله 6 قدم 7 بوصة (2.0 م).

## إحصائيات المسيرة

### الموسم الاعتيادي
| السنة   | الفريق      | لعب | بدأ | دقيقة | ميداني% | ثلاثية | حرة  | ارتداد | صنع | استلاب | تصدي | نقطة |
| ------- | ----------- | --- | --- | ----- | ------- | ------ | ---- | ------ | --- | ------ | ---- | ---- |
| 2015–16 | بروكلين نتس | 29  | 17  | 21.2  | .457    | .286   | .712 | 5.3    | 1.5 | 1.3    | .6   | 5.8  |
| المسيرة |             | 29  | 17  | 21.2  | .457    | .286   | .712 | 5.3    | 1.5 | 1.3    | .6   | 5.8  |

## روابط خارجية
- روندا هوليس جيفرسون على موقع إن بي أي (الإنجليزية)
- روندا هوليس جيفرسون على موقع سبورتس رفرنس (الإنجليزية)
- روندا هوليس جيفرسون على موقع كرة السلة الأوروبية.كوم (الإنجليزية)
- روندا هوليس جيفرسون على موقع إي إس بي إن.كوم (الإنجليزية)
- روندا هوليس جيفرسون على موقع كلية كرة السلة في سبورتس رفرنس.كوم (الإنجليزية)
- روندا هوليس جيفرسون على موقع ريلجم (الإنجليزية)
- روندا هوليس جيفرسون على موقع بروبوليرز (الإنجليزية)
- روندا هوليس جيفرسون على موقع سبورتس رفرنس (الإنجليزية)